# Charles Willoughby Moke Norrie
Charles Willoughby Moke Baron Norrie of Wellington and Upton, britanski general, * 1893, † 1977.